# Trưa Tím
Trưa Tía hoặc Trưa Tím (tiếng Ý: Delitto in pieno sole, tiếng Pháp: Plein Soleil, tiếng Anh: Purple Noon), cũng được biết tới với cái tên Full Sun, Blazing Sun (Mặt trời rực rỡ), Lust for Evil (Muốn làm quỷ dữ) và Talented Mr. Ripley (Ngài Ripley tài ba) là một bộ phim ra mắt năm 1960, đạo diễn bởi René Clément, dựa trên cuốn tiểu thuyết xuất bản năm 1955 The Talented Mr. Ripley của tác giả Patricia Highsmith. Bộ phim có sự tham gia diễn xuất của Alain Delon, cùng với Maurice Ronet (thủ vai Philippe Greenleaf) và Marie Laforêt (thủ vai Marge); Romy Schneider xuất hiện không nhiều trong một vai phụ là bạn đồng hành của Freddie Miles, và Billy Kearns (một diễn viên người Mỹ sống ở hải ngoại rất được yêu thích tại Pháp) vào vai bạn của Greenleaf là Freddy Miles. Bộ phim được quay chủ yếu ở Pháp, có một vài cảnh ngắn được bấm máy tại Ý.
Cuốn tiểu thuyết The Talented Mr.Ripley - Ngài Ripley tài ba lại được chuyển thể thành một bộ phim khác nữa cùng tên vào năm 1999, đạo diễn bởi Anthony Minghella, quy tụ các diễn viên Matt Damon (vai Tom Ripley), Jude Law (vai Philippe Greenleaf) và Gwyneth Paltrow (vai Marge).

## Cốt truyện của bộ phim
Anh chàng người Mỹ Tom Ripley (Delon thủ vai) được gửi tới Ý để thuyết phục người bạn giàu có của mình, Philippe Greenleaf (Maurice Ronet thủ vai) trở về Hoa Kỳ và tiếp quản công việc kinh doanh của người cha. Philippe không hề có ý định như thế và Tom rất thích thú với một cuộc sống xa hoa, vì vậy cả hai đã tha hồ phung phí tiền bạc cả ngày và tiệc tùng ăn chơi thâu đêm. Tom đã gắn bó với Philippe và người bạn gái của anh ta là Marge (Marie Laforêt thủ vai) và thèm muốn có được một cuộc sống như của Philippe. Cuối cùng, Philippe bắt đầu chán với sự nịnh bợ của người bạn, trở nên dữ dằn và thậm chí lăng mạ Tom. Giọt nước tràn ly khi, trong chuyến đi trên du thuyền, Philippe khiến Tom mắc kẹt trên chiếc xuồng và để mặc anh ta nằm dưới cái nắng hàng giờ liền.
Trở lại du thuyền, Tom ngấm ngầm lên kế hoạch giết Philippe và lấy cắp danh tính của anh ta. Đầu tiên, Tom để lại bằng chứng việc Philippe đi tán tỉnh các cô gái khác cho Marge tìm thấy. Sau khi Marge cảm thấy bị tổn thương rồi quay lại bờ, Philippe đối chất với Tom, anh này ngẫu nhiên đã thừa nhận kế hoạch của mình. Philippe, nghĩ rằng đó chỉ là trò đùa, nhưng cũng giả vờ tin và hỏi Tom chi tiết kế hoạch anh ta đã vạch ra. Bất ngờ hoảng sợ lúc nghe xong, Philippe tỏ ý muốn thỏa thuận với Tom một món tiền đáng kể với điều kiện Tom để anh ta và Marge được yên, nhưng Tom nói rằng anh có thể lấy khoản tiền ấy dù thế nào chăng nữa và có thể lấy nhiều hơn với kế hoạch của mình. Cuối cùng, vờ chấp nhận yêu cầu của Philippe, Tom dùng dao đâm Philippe chết. Trong giờ phút cuối Philippe chỉ còn kêu lên được tên của Marge. Tom quăng cái xác xuống biển và quay lại bến cảng.
Cập bờ, Tom thông báo cho Marge rằng Philippe đã quyết định sẽ không quay về. Sau đó, Tom đi du lịch khắp nước Ý, sử dụng tên và tài khoản ngân hàng của Philippe, thậm chí bắt chước chính xác giọng nói và cung cách của anh ta; đúng hơn, Tom đã biến thành Philippe, dán ảnh của chính mình, với phong kín của công chứng viên, vào hộ chiếu của Philippe. Tiếp đó, anh ta thuê một căn phòng hạng sang trong một khách sạn ở Roma.
Khi một người bạn của Philippe, Freddie Miles (Billy Kearns thủ vai), ở trong cùng khách sạn, bắt đầu nghi ngờ, Tom giết anh ta. Thi thể của Freddie đã sớm được tìm thấy và cảnh sát Ý mở cuộc điều tra. Tom tiếp tục giả vờ, tùy theo hoàn cảnh mà đổi danh tính, khi là chính anh ta - Tom Ripley, khi lại xưng là Philippe. Sau khi đánh lừa được cảnh sát rằng Philippe sát hại Freddie, Tom soạn ra bức thư tuyệt mệnh và tờ di chúc giả mạo, viết rằng ý nguyện cuối cùng của Philippe là để lại toàn bộ tài sản cho Marge.
Và như vậy, trong một khoảng thời gian khá dài, Tom đã trốn tránh được trách nhiệm cho những tội lỗi mình gây ra, thoát khỏi sự để mắt của cảnh sát Ý và dường như đã qua mặt được tất cả mọi người. Anh ta thậm chí còn thành công trong việc quyến rũ Marge, công khai sống cùng cô. Khi du thuyền của Philippe được đưa vào bến tàu, thi thể đã phân hủy của anh này xuất hiện, bởi dây neo được dùng để buộc cái xác bị mắc vào chân vịt của chiếc thuyền. Bộ phim kết thúc với cảnh Tom được nhắn có người muốn gặp, anh ta đi về phía quán nước bên bãi biển mà không biết rằng tại đó, cảnh sát đang chờ sẵn.

## Dàn diễn viên
- Alain Delon vai Tom Ripley
- Maurice Ronet vai Philippe Greanleaf
- Marie Laforêt vai Marge Duval
- Erno Crisa vai thanh tra Riccordi
- Billy Kearns vai Freddy Miles
- Frank Latimore vai O'Brien
- Elvire Popesco vai Madame Popova
- Nicolas Petrov vai vũ công Boris
- Ave Ninchi vai Signora Gianna, bà chủ nhà ở Rome
- Lily Romanelli vai quản gia của Greenleaf ở Mongibello
- Nerio Bernardi vai giám đốc chủ quản của con tàu
- Viviane Chantel vai người phụ nữ Bỉ
- Paul Muller vai người đàn ông mù
- René Clément vai người hầu (vai phụ)
- Romy Schneider vai người đi cùng với Freddy (vai phụ; Schneider là bạn gái của Delon tại thời điểm đó)

## Sản xuất
Delon đã được mời tham gia bộ phim sau khi đạo diễn thấy anh diễn xuất trong Phụ nữ là phái yếu.

## Đón nhận
Trưa Tím đã nhận được sự khen ngợi từ giới phê bình và giúp Delon trở thành một ngôi sao. Năm 1962, Clément và Paul Gégauff đạt giải thưởng Edgar của Hội nhà văn trinh thám Mỹ (Mystery Writers of America) cho hạng mục Kịch bản cho phim nước ngoài xuất sắc nhất. Bộ phim thu hút một lượng khán giả trung thành, thậm chí là ở thời điểm hiện tại, và cả đạo diễn Martin Scorsese cũng là một người hâm mộ bộ phim.
Roger Ebert đánh giá Trưa Tím xứng đáng 3 sao (bản năm 1999 - Ngài Ripley tài ba được ông xếp hạng 4 sao) và nhận xét rằng: "Điều tuyệt vời nhất của bộ phim là cách mà Ripley đã bày ra để thực hiện trót lọt kế hoạch che giấu tội ác." (The best thing about the film is the way the plot devises a way for Ripley to create a perfect cover-up), nhưng ông cũng chê cái kết chưa thỏa đáng, dường như Clément không có được sự quyết đoán như Highsmith.
James Berardinelli đánh giá Trưa Tím cao hơn Ngài Ripley tài ba, với 4 sao (ông chỉ dành 2 sao rưỡi cho bản năm 1999). Berardinelli khen ngợi sự diễn xuất của Delon, nói rằng: "Nhân vật Tom lôi cuốn như vậy là nhờ công của Delon." (Tom is fascinating because Delon makes him so) và cũng dành lời khen cho "kỹ thuật quay chuyên nghiệp và sự đạo diễn dứt khoát, linh hoạt". Berardinelli đã đưa Trưa Tím vào danh sách 100 bộ phim của mọi thời đại của ông và so sánh nó với phim năm 1999: "Bản làm lại này (1999) bám sát các chi tiết trong nguyên tác - cuốn Ngài Ripley tài ba của Patricia Highsmith. Dù gần với cốt truyện của Highsmith hơn, tác phẩm này vẫn thua kém Trưa Tím. Bộ phim 1960 của René Clément vượt trội hơn bản năm 1999 của Minghella về tất cả các mặt, từ kỹ thuật quay đến kịch bản, diễn xuất. Matt Damon có thể đã làm rất tốt vai Tom Ripley (1999), nhưng đó sẽ chỉ là suy nghĩ của những ai chưa từng xem Alain Delon."
Tác giả Highsmith lại có những ý kiến khác nhau về bộ phim: bà cảm thấy Alain Delon đã hoàn thành xuất sắc vai diễn và đánh giá chung về tác phẩm là "đẹp mắt và sâu sắc". Tuy nhiên, bà cũng phê bình cái kết mang hàm ý rằng Ripley sẽ bị cảnh sát bắt: "Đó là một sự chiều lòng theo cái gọi là đạo đức xã hội thông thường rằng đã là kẻ phạm tội thì phải bị tóm gọn."

## Phục chế và tái công chiếu
Năm 2012, StudioCanal đã tài trợ cho chương trình phục chế lại bộ phim thực hiện bởi Immagine Ritrovata, bản phục chế được chiếu tại Liên hoan phim Cannes 2013 như một sự trân trọng, tri ân sự nghiệp của Delon, trước khi có thể tái ra mắt công chúng ở Pháp.
Ngày 4 tháng 12 năm 2012, Criterion Collection xuất xưởng bản phục chế dưới dạng số chất lượng cao của Trưa Tím trên Blu-ray và DVD, đi kèm với bài phỏng vấn René Clément và Denitza Bantcheva, các cuộc phỏng vấn được lưu trữ lại của Alain Delon và Patricia Highsmith, trailer bằng tiếng Anh nguyên gốc, một cuốn sách nhỏ in bài phân tích của nhà phê bình Geoffrey O'Brien và những trích dẫn từ một buổi phỏng vấn Clément năm 1981.